# Нью-йоркська агломерація
Нью-йоркська агломерація (англ. New York metropolitan area), або Нью-Йорк—Ньюарк—Бриджпорт (англ. New York–Newark–Bridgeport) — найбільша у США міська агломерація-конурбація, яка об'єднує Нью-Йорк (найбільш густонаселене місто в США), Лонг-Айленд і Середню та Нижню Долини річки Гудзон у штаті Нью-Йорк, п'ять найбільших міст Нью-Джерсі: Ньюарк, Джерсі-Сіті, Патерсон, Елізабет та Едісон з околицями, шість із семи найбільших міст Коннектикуту: Бриджпорт, Нью-Гейвен, Стемфорд, Вотербері, Норволк, Данбері з околицями, а також п'ять округів Пенсільванії: Карбон, Лігай, Нортгемптон, Монро і Пайк.

## Субагломерації
Конурбацію поділяють субагломерації (мегаполіси):
- Нью-Йорк (центр регіону, що складається з п'яти районів, одним з яких є Мангеттен, географічне, культурне та економічне ядро всієї агломерації);
- Центральний та Східний Лонг-Айленд (округи Нассау та Саффолк — відділені водою від решти регіону, за винятком самого Нью-Йорка без боро Квінз (Бруклін));
- Північне Джерсі (північна частина штату Нью-Джерсі);
- Центральне Джерсі (середня частина штату Нью-Джерсі);
- Гудзон-Валлі (Нижня Долина річки Гудзон, передмістя Вестчестера, Патнема та Рокленда);
- Західний Коннектикут (округи Ферфілд, Нью-Гейвен та Лічфілд;
- Лігай-Валлі (округи Карбон, Лігай та Нортгемптон);
- Південний та Східний Поконос (округи Монро і Пайк у Пенсільванії).